# Ràdio Terra
Ràdio Terra fou una emissora de ràdio en català impulsada per l'Associació per la Comunicació Popular als Països Catalans, gestionada pels seus propis socis i que tenia com a àmbit d'actuació els Països Catalans. Inicià les seves emissions l'11 de setembre de 2014. Posteriorment va emetre a través d'Internet i en col·laboració amb altres ràdios (Ona Mediterrània, Ràdio Matarranya, Comarques Nord i Ràdio Arrels) per a emetre en el seu espai de la freqüència modulada. Els seus estudis estaven localitzats a Reus. El 2015 va iniciar una campanya per a arribar a 600 socis. L'emissora arribà a tenir quatre-cents socis però després de perdre'n més de cent es considerà que la situació inviable i l'entitat promotora es veié obligada a tancar l'emissora el 24 de juny de 2019.